# Rafael Puyana Michelsen
Rafael Puyana Michelsen (* 14. Oktober 1931 in Bogotá, Kolumbien; † 1. März 2013 in Paris) war ein kolumbianischer Cembalist.

## Leben
Rafael Puyana stammt aus einer musikalischen Familie. Mit sechs Jahren begann er den Klavierunterricht bei seiner Tante, einer Pianistin. Später wurde er von dem italienischen Pianisten Giacomo Marcenaro unterrichtet. Mit dreizehn Jahren gab er sein Debüt im Teatro Colón in Bogotá.
Als er mit sechzehn in die USA reiste, um in Boston zu studieren, erwuchs in ihm der Wunsch, Cembalist zu werden. Acht Jahre lang war er Schüler von Wanda Landowska, der berühmtesten Cembalistin dieser Zeit, die entscheidend dazu beitrug, dass das Cembalo als Instrument wieder in das Bewusstsein von Musikern, Instrumentenbauern und Komponisten trat.
Danach ging Puyana nach Paris, wo er unter anderem Komposition bei Nadia Boulanger studierte.
Nach seiner Rückkehr in die USA gab er ein Konzert in der Stadthalle von New York, das seine Solistenkarriere begründen sollte. Seitdem bereiste er die ganze Welt, um Konzerte und Kurse zu geben und hat so die weitere Beschäftigung mit dem Cembalo, seiner Musik und seiner Spielweise im 20. Jahrhundert vorangebracht. Er musizierte mit Yehudi Menuhin, Leopold Stokowski und Andrés Segovia. Komponisten wie Federico Mompou und Xavier Montsalvatge schrieben für ihn. Unter anderem unterrichtete er Christopher Hogwood.
| Personendaten    | Personendaten             |
| ---------------- | ------------------------- |
| NAME             | Puyana Michelsen, Rafael  |
| ALTERNATIVNAMEN  | Puyana, Rafael            |
| KURZBESCHREIBUNG | kolumbianischer Cembalist |
| GEBURTSDATUM     | 14. Oktober 1931          |
| GEBURTSORT       | Bogotá, Kolumbien         |
| STERBEDATUM      | 1. März 2013              |
| STERBEORT        | Paris                     |